# Tankasacrer
Tankasacrer, également stylisé TanKaSacrer, est un groupe de punk rock canadien, originaire de la région de Magog-Sherbrooke, en Estrie, au Québec. TKS compte plus de 30 compositions originales en français, et quatre albums indépendants. Le groupe ne donne plus signe d'activité depuis 2013.

## Biographie
Le groupe est formé en janvier 2000. Tankasacrer est un mot inventé venant de la phrase « Tant qu'à sacrer ». Le groupe devra mettre un K pour remplacer le Q, car l'abréviation du nom du groupe aurait été TQS, qui est déjà utilisé par un canal de télévision québécois. Au début, le groupe comprend Sarto Cormier, le garçon à Raymond à la basse, Cédric Bergeron à la guitare, et Olivier A. Bergeron à la batterie, sous le nom de 3-puff-N'OI. Après plusieurs pratiques, et quelques désagréments, 3-puff-N'OI devient Tankasacrer. 
Le groupe gagne le prix coup de cœur, et le prix choix du public au prestigieux Festival International de la Chanson de Granby en 2002[réf. nécessaire]. Il participe aussi au Festival Musiqu'en Nous, ainsi qu’au Festival de la chanson de Tadoussac en 2003. Le groupe participe aussi à une conférence de presse et un reportage sur les ondes de Radio-Canada en 2002. Le groupe aidera à définir un genre unique dans la musique underground québécoise en français, en créant le punk rock folklorique. 
En 2004, Sarto (chant, guitare), Olivier (batterie) et Cédric (basse), cherchent en vain un guitariste solo. TKS découvre alors Philippe, un guitariste mélangeant heavy metal et jazz. Le 20 avril 2007, ils jouent avec Les Conards à l’orange au Magog. Pendant cette tournée, ils parcourent ensemble plus de 3 000 km, et visitent les villes suivantes ; Sherbrooke, Causapscal, Chandler, Matane, Tadoussac, Jonquière, Montréal, et finalement Saint-Hyacinthe[réf. nécessaire]. En octobre 2013, ils jouent au Festi-foin, à Saint-Amable. Le groupe ne donne plus signe d'activité depuis cette année.